# Kia Retona
Kia Retona (type CE) var en offroader fra den sydkoreanske bilfabrikant Kia Motors. Det var en civil udgave af den koreanske militærjeep, som var bygget på samme platform som Kia Sportage. Navnet Retona betyder Return to Nature (tilbage til naturen). Retonas primære konkurrenter var Suzuki Jimny og Lada Niva.

## Modelhistorie og konstruktion
Retona afløste Asia Rocsta og kom på markedet i 1997, i den første tid udelukkende med firecylindret turbodieselmotor og femtrins manuel gearkasse. I 2000 blev modelprogrammet udvidet med en benzinmotor med samme slagvolume, og året efter indstilledes produktionen uden nogen direkte efterfølger.
Retona importeredes ikke officielt til Danmark.

### Firehjulstræk
Ved normal kørsel på tør, asfalteret vej (tohjulstræk) er forhjulene adskilt fra drivlinjen. Derved undgås unødigt slid på den forreste drivaksel og øget brændstofforbrug. Adskillelsen foregår med friløbsnave. Spærringen af friløbsnavene kan enten foregå automatisk eller manuelt.
De automatiske friløbsnave fungerer enten med undertryk eller mekanisk. Med automatiske friløbsnave er man efter at have frakoblet firehjulstrækket nødt til at køre et lille stykke baglæns for igen at aktivere friløbet. Dette behøver man ikke på de pneumatiske, undertryksstyrede friløbsnave.
På versioner med mekaniske friløbsnave er man nødt til manuelt at til- eller frakoble friløbsnavene direkte på hjulnavene før tilkobling hhv. efter frakobling af firehjulstrækket.